# Kymijoki
Kymijoki je řeka ve jižní části Finska (provincie Uusimaa, Päijät-Häme a Kymenlaakso). Je 204 km dlouhá. Povodí má rozlohu 37 200 km².

## Průběh toku
Řeka odtéká z jezera Päijänne. Protéká přes řadu jezer a protíná vysočinu Salpausselkä, přičemž vytváří peřeje a vodopády. Ústí pěti rameny do Finského zálivu Baltského moře. V povodí řeky se nachází více než 600 jezer.

## Vodní stav
Průměrný průtok vody činí 295 m³/s a maximální přibližně 700 m³/s. Maxima dosahuje v červnu na přelomu jara a léta. Zamrzá na začátku prosince a rozmrzá na konci dubna nebo na začátku května.

## Využití
Využívá se k plavení dřeva a zisku vodní energie. V ústí leží mořský přístav Kotka.